# Kristen McMenamy
Kristen McMenamy (ur. 13 grudnia 1966) – amerykańska modelka znana ze swojego niekonwencjonalnego i androgynicznego wyglądu.

## Kariera
Urodziła się w Easton, Pensylwania. Jej kariera modelki głównie złożyła się na lata 1985–1998, kiedy to pracowała dla wielu światowych top projektantów i domów mody takich, jak Chanel, Valentino czy Versace. Pracowała także dla wielu fotografów mody, m.in. dla Helmuta Newtona, Richarda Avedona, Stevena Meisela, Juergen Tellera czy Karla Lagerfelda. Po kilku miesiącach od rozpoczęcia kariery, znalazła się w książce „A Day in the Life of America” wdanej w 1986 roku. Został umieszczony jej portret autorstwa Sante D'Orazio. W 1994 roku, została modelką do słynnej kampanii reklamowej domu Versace razem z innymi gwiazdami takimi, jak Nadja Auermann i Elton John, fotografie przygotował Richard Avedon. 25 stycznia 2011 roku, Kristen McMenamy została modelką dla domu mody Chanel. 

## Życie osobiste
W 1997 roku, Kristen McMenamy, będąc w piątym miesiącu ciąży, wzięła ślub z brytyjskim fotografem Milesem Aldridgem, bratem modelki Saffron Aldridge. Ma córkę Lily (ur. 1994) z wcześniejszego związku z Hubertem Boukobsą, jak również i Miles posiada jedno z poprzedniego związku.